# Mercury 2
För andra betydelser, se Mercury.

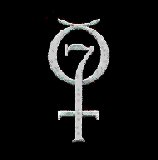
Uppdragsemblemet för Mercury 2.

Mercury-Redstone 2 var NASA:s första bemannade färd till rymden i kastbanefärd. Besättningen bestod av en schimpans vid namn Ham. Färden genomfördes den 31 januari 1961 och varade i 16 minuter och 39 sekunder. Farkosten sköts upp med en Redstone-raket från Cape Kennedy Air Force Station.
Efter att kapseln landat en bit från den beräknade landningsplatsen återfanns den med omfattande skador och sjunkande. Vid landningen hade värmeskölden av beryllium studsat mot kapselns bottenplatta och två hål hade börjat ta in vatten. Schimpansen Ham fanns dock vara i gott skick och efter bärgningen av farkosten accepterade han ivrigt ett äpple och en halv apelsin.

### Fotnoter
1. ↑  NASA Space Science Data Coordinated Archive Arkiverad 14 augusti 2016 hämtat från the Wayback Machine., läst 10 juli 2016.